# Raveniola caudata
Raveniola caudata is een spinnensoort in de taxonomische indeling van de bruine klapdeurspinnen (Nemesiidae).
Raveniola caudata werd in 2009 beschreven door Zonstein.